# Barbara Czakon
Barbara Czakon (z d. Grudniok, ur. 8 listopada 1940 w Katowicach, zm. 16 listopada 2021 w Opolu) – polska łyżwiarka figurowa, późniejsza choreograf łyżwiarstwa i trener oraz wychowawca w opolskiej szkole sportowej.

## Biografia
Karierę rozpoczęła w wieku dwunastu lat jako solistka w klubie Górnik Katowice. W 1955 wzięła udział w Mistrzostwach Polski Juniorów, podczas których zdobyła trzecie miejsce.
Duży zwrot w jej karierze nastąpił w 1957, kiedy do Katowic przyjechała austriacka rewia Vienner Ice Bon Bon (pol. Wiedeńskie Cukierki). Jej właściciel, Otto Czap, przyszedł na trening klubu i z całej grupy dziewcząt wybrał właśnie ją. Stała się tym samym pierwszą w historii Polką, która trafiła do rewii na lodzie.
Wkrótce przeszła do dwóch kolejnych rewii, gdzie występowała w od dawna wymarzonej kategorii par sportowych – wschodnioniemieckiej Berolina Eisrevi i zachodnioniemieckiej Scala Eisrevi. Jeździła w duecie z mężem, Marianem Czakonem, jako jedyni zawodnicy zza „żelaznej kurtyny”.
Przez pewien czas pracowała jako trenerka w Opolu, a w dalszej kolejności związała się z amerykańską Holiday on Ice. Na potrzeby tej współpracy wraz z mężem i trzyletnim synem wyjechała w 1966 do Stanów Zjednoczonych. Ponownie występowali wspólnie jako para i byli pierwszymi Polakami w historii tej rewii. Wkrótce otrzymała propozycję objęcia funkcji dyrektora artystycznego, jednakże z uwagi na rozpoczynającą się naukę syna w szkole, wróciła do kraju.
Po powrocie do kraju pracowała ponownie jako trener i szkoleniowiec w klubach Opolski Klub Sportowy, Odra Opole, a następnie Piast Opole. Zorganizowała w tym czasie wiele zawodów i mistrzostw. W trakcie swojej działalności trenerskiej z powodzeniem wykształciła wielu młodych zawodników. Wśród jej wychowanków znaleźli się m.in. Wiesław Wołoszyński, Andrzej Kempiński, Ewa Maciążek, Daria Domańska, a później Ewa Słupianek i Tomasz Grajcar.
Od 1980, przez piętnaście kolejnych lat, szkoliła fińskich łyżwiarzy w klubie Koo-veery Tampere, gdzie wychowała m.in. mistrzynię Finlandii.
W latach 2007–2008 była trenerką w programie rozrywkowym TVP; Gwiazdy tańczą na lodzie.

### Życie prywatne
Jej mąż Marian Czakon również był łyżwiarzem figurowym w kategorii solistów i w 1958 wziął udział w Mistrzostwach Europy. Ich syn Marek Czakon (ur. 1963) do siedemnastego roku życia trenował łyżwiarstwo, a ostatecznie został piłkarzem.
Została pochowana na cmentarzu przy ul. Francuskiej w Katowicach.